# Trânsito de Fobos em Marte

Fobos transita o Sol, capturado pela sonda marciana Opportunity em 10 de março de 2004.

O trânsito de Fobos através do Sol visto de Marte acontece quando Fobos passa diretamente entre o Sol e um determinado ponto na superfície de Marte. Durante um trânsito Fobos pode ser visto a partir de Marte como um disco escuro se movendo rapidamente ao longo da face do Sol. Ao mesmo tempo, a sombra penumbral de Fobos se move pela superfície marciana.
Este evento poderia também ser referido como um eclipse anular particularmente rápido do Sol por Fobos.

## Trânsito
O trânsito de Fobos em Marte geralmente dura apenas trinta segundos ou por volta disso, devido ao seu rápido período orbital de aproximadamente 7.6 horas.
Devido ao fato de Fobos orbitar bastante próximo a Marte, alinhado com o equador, trânsitos de Fobos ocorrem em algum lugar em Marte na maioria dos dias marcianos no decorrer de um ano. Sua inclinação orbital é de 1.08º, portanto a latitude de sua sombra projetada na superfície de Marte mostra uma variação sazonal, se movendo de 70.4°S a 70.4°N e de volta novamente, no decorrer de um ano marciano. Fobos se encontra tão próximo que não é possível avistá-lo a sul de 70.4°S ou norte de 70.4°N; por alguns dias no ano, sua sombra “erra” inteiramente a superfície e se projeto a norte ou a sul de Marte.
Em qualquer determinada localização geográfica na superfície de Marte, há dois intervalos em um ano marciano em que as sombras de Fobos ou Deimos passam pela mesma latitude.
Durante cada um desses intervalos, por volta de meia dúzia de sombras de Fobos podem ser avistadas por observadores em determinada localização geográfica (comparado a zero ou um dos trânsitos de Deimos. Trânsitos de Fobos no hemisfério norte acontecem por volta do equinócio de outono ou do equinócio de primavera. Mais distante do equador eles acontecem próximo do solstício de inverno.
Observadores em altas latitudes abaixo de 70.4° verão um diâmetro angular bem menor de Fobos porque eles se encontram consideravelmente distantes dele do que os observadores do equador de Marte. Por consequencia os trânsitos de Fobos para tais observadores o trânsito de Fobos cobrirão uma porção bem menor do disco solar. Devido à sua órbita muito próxima a Marte, Fobos não pode ser avistado a norte de 70.4°N ou a sul de 70.4°S; tais latitudes obviamente também não terão qualquer trânsito.
A sonda Opportunity fotografou trânsitos de Fobos em 7 de  março de 2004, 10 de março de 2004 e 12 de março de 2004. Nas imagens abaixo, a primeira fila mostra o horário terrestre UTC e a segunda mostra o hora solar marciana local.
|                   |                   |
| 02:46:23 08:16:41 | 02:46:33 08:16:51 |

|                   |                   |                   |
| 07:36:28 11:04:23 | 07:36:38 11:04:32 | 07:36:48 11:04:42 |

|                   |                   |                   |                   |
| 13:40:47 15:42:35 | 13:40:57 15:42:44 | 13:41:07 15:42:54 | 13:41:17 15:43:04 |

Os dados nas tabelas abaixo foram gerados pela JPL Horizons. Há algumas discrepâncias de um ou dois minutos em relação aos tempos dados nas sequencias acima. Isto pode ser devido à imprecisão nos dados das efemérides utilizados pela JPL Horizons; além disso os dados da JPL Horizons indicam o tempo solar aparente enquanto os tempos indicados acima são provavelmente alguma forma de tempo solar médio (e portanto algumas das discrepâncias poderiam ser decorrentes dos equivalentes marcianos da equação do tempo).
| Duração tempo terrestre (UTC)                                                              | Duração (tempo solar local) | Minim. separ. | Fobos diam. ang. | Sol diam. ang. | Sol alt. |
| ------------------------------------------------------------------------------------------ | --------------------------- | ------------- | ---------------- | -------------- | -------- |
| série de trânsitos anteriores ocorridos no final de abril de 2003 – início de maio de 2003 |                             |               |                  |                |          |
| 7 de março de 2004 (02:46:25 – 02:46:54)                                                   | 08 18 32 – 08 19 00         | 671"          | 779.2"           | 1230.7"        | 34.6°    |
| 8 de março de 2004 (01:39:58 – 01:40:31)                                                   | 06 35 36 – 06 36 08         | 517"          | 665.0"           | 1229.8"        | 8.9°     |
| 10 de março de 2004 (07:36:33 – 07:37:07)                                                  | 11 06 16 – 11 06 49         | 114"          | 908.4"           | 1227.6"        | 76.3°    |
| 11 de março de 2004 (14:47:15 – 14:47:53)                                                  | 17 27 19 – 17 27 56         | 193"          | 669.4"           | 1226.3"        | 8.0°     |
| 12 de março de 2004 (13:41:02 – 13:41:38)                                                  | 15 44 38 – 15 45 13         | 64"           | 784.5"           | 1225.5"        | 33.7°    |
| 13 de março de 2004 (12:30:00 – 12:30:28)                                                  | 13 57 16 – 13 57 42         | 625"          | 880.4"           | 1224.6"        | 60.4°    |
| a série de trânsitos seguintes ocorreram na segunda metade de março de 2005                |                             |               |                  |                |          |

## Imagens das sombras
Vistas da órbita, a sombra penumbral de Fobos pode ser vista movendo-se rapidamente pela superfície marciana. Esta sombra na suprfície de Marte foi fotografada diversas vezes pela Mars Global Surveyor.

### Viking 1
Nos anos 70, as sondas Viking 1 Lander e Orbiter também fotografaram as sombras. A Lander detectou a sombra penumbral de Fobos passando por ela.
Foi detectado apenas um pequeno escurecimento da luz ambiente; a câmera da Viking Lander não capturou imagens do Sol. A sombra levou aproximadamente 20 segundos para passar sobre o veículo, movendo-se a aproximadamente 2 km/s. A sombra foi capturada simultaneamente pela Viking 1 Orbiter, o que permitiu localizar a posição do veículo nas imagens do satélite.

### Imagem de 26 de agosto de 1999

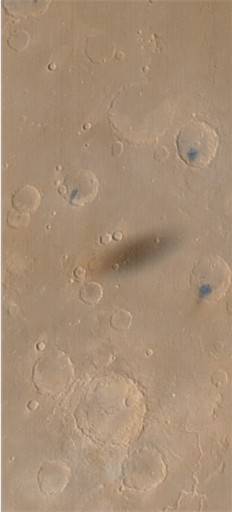
A sombra penumbral de Fobos na paisagem marciana, observada pela Mars Global Surveyor em 26 de agosto de 1999. O ponto central da sombra se situava a 10.9°N 49.2°W às 04:00:33 UTC

Imagens muito mais detalhadas foram obtidas com a aterrissagem da Mars Global Surveyor em 1997 a sua câmera de alta precisão Mars Orbital Camera. Uma destas imagens foi obtida em 26 de agosto de 1999 e nela a sombra é mostrada em alta resolução. Esta imagem fez parte do comunicado de imprensa da NASA em 1º de novembro de 1999.
Examinando os mapas de Marte
pode-se ver a sombra centrada a 10.9°N 49.2°W.
Os arquivos originais podem ser consultados em M04-03241 (vermelho) e M04-03242 (azul), parte da galeria do MOC Wide-Angle Images, Region Lunae Palus, Subphase M04.  O "tempo de início das imagens" foi 03:26:13.01 UTC, o "tempo de integração de linha" é de  80.4800 milisegundos, e o fator "downtrack summing" é de 4. Tendo em vista que a sombra está centrada a 6400 pixels a partir da imagem original de10800 pixels (a Mars Global Surveyor percorria uma órbita no sentido sul-norte sincronizada com o sol), adiciona-se (6400 × 0.08048 × 4) = 2060.3 segundos = 34 minutos e 20.3 segundos e obtém se o tempo 04:00:33.3 UTC para o centro da sombra.
Dando os valores das coordenadas de longitude/latitude/altitude -310.8,10.9,0 na
JPL Horizons vê-se que tempo previsto para o meio do trânsito era 04:00:36 UTC, em perfeito acordo dentro da margem da determinação da latitude e longitude exata do centro da sombra. Era por volta de 14:41 no horário marciano local e a altitude do Sol era de 46.5° acima do horizonte. A JPL Horizons também mostra que em 26 de agosto de 1999 a distância entre a Terra e Marte é 9.6 minutos-luz.

### Outras imagens

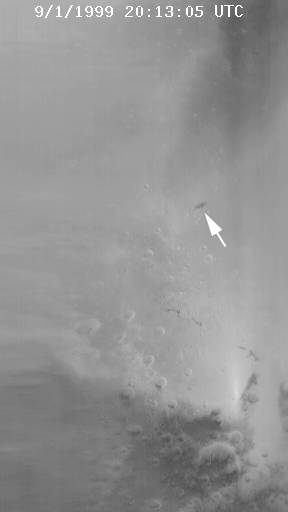
A sombra penumbral de Fobos em Marte em 1º de setembro de 1999 capturada pela Mars Global Surveyor. O centro da sombra se situava a 14°N 236°W às 20:49:02.4 UTC. A legenda indicando "20:13:05" representa o início da captura da imagem.

Várias outras imagens existem, mas estas possuem uma resolução muito menor (por um fator de 27/4).  Três destas imagens foram exibidas no comunicado de imprensa da NASA em 1º de novembro de 1999
Note que os indicadores do tempo impressos nas fotos do comunicado de imprensa da NASA não correspondem ao tempo no qual as imagens foram de fato capturadas, mas ao invés, eles representam o "tempo de início da imagem" de uma imagem original verticalmente muito mais extensa. A Mars Global Surveyor orbita Marte em uma órbita polar sincronizada com o sol com o período orbital de 117.65 minutos, se movendo do pólo sul ao pólo norte, apontando sua câmera sempre para baixo. O resultado é uma imagem na forma de uma fina faixa vertical muito longa, onde os pixels na parte superior da câmera são capturados quase uma hora após a captura daqueles na parte inferior da imagem. A princípio a imagem poderia ter até 43200 pixels de resolução, mas "downtrack summing" é usado para mesclar linhas adjacentes.  Por exemplo, um fator de downtrack summing de 27 faz com que 27 linhas sejam mescladas em uma, resultando em uma imagem de 1600 pixels. Assim para determinar o tempo exato em que a sombra de Fobos foi capturada, é necessário localizar a imagem original e medir quantos pixels, a partir da base da imagem a sombra se encontra e adicionar a distância correspondente ao tempo de início da imagem.
Por exemplo, localizamos uma imagem com uma legenda indicando o horário 9/1/1999 20:13:05 (UTC). As imagens originais estão disponíveis em M07-00166 (vermelho) e M07-00167 (azul), parte da galeria do MOC Global-Map Images, Subphase M07. A sombra se situa a aproximadamente 14°N 236°W.
Nesse caso o tempo do início das imagens é 20:13:04.69 UTC, o tempo de integração da linha é de 80.48 milisegundos, e o fator downtrack summing é de 27.  a sombra corresponde a aproximadamente 8 pixels, centrada a 993 pixels a partir da imagem original de 1600 pixels.  Adiciona-se (993 × 0.08048 × 27) = 2157.75 segundos = 35 minutos e 57.75 segundos, obtendo-se um tempo de 20:49:02.4 UTC para o centro da imagem.
Dando os valores das coordenadas de longitude/latitude/altitude 124,14,0 na JPL Horizons obtém-se 20:49 para o trânsito, o que mais uma vez se encontra em perfeita concordância. Em 1º de setembro de 1999 a distância entre a Terra e Marte era de 9.9 minutos-luz.